# Vジャンプ
『Vジャンプ』（ブイジャンプ）は、集英社が発行している日本の月刊雑誌。1992年11月22日号より発行された当初は『週刊少年ジャンプ』の増刊としての位置づけだったが、1993年7月号より独立した月刊誌として創刊された。略称は『VJ』。本誌の他、「Vジャンプブックス」と称したゲーム攻略本も発行されている。単行本レーベルは「VジャンプCOMICS」（刊行開始は2000年）。毎月21日発売。

## 概要
本誌では、主にコンピュータゲーム、特にドラゴンクエストシリーズやファイナルファンタジーシリーズ、また『週刊少年ジャンプ』連載漫画関連のゲームの新着記事、攻略記事が中心となっている。特に『ドラゴンクエスト』、『ファイナルファンタジー』の両シリーズ作品については、他ゲーム雑誌よりも早く情報を掲載している。
1990年当初、小学館の『月刊コロコロコミック』、講談社の『コミックボンボン』と同傾向の少年向けコミック&ホビー誌として『ブイジャンプ』が週刊少年ジャンプ増刊として刊行された。第1号のキャッチは「ジャンプの弟雑誌ワイドに誕生!!」。鳥山明の『貯金戦士キャッシュマン』などが掲載されていた。この形態で不定期に3号発行されたが、目標部数に届かなかったことから、1992年に判型を変更しタイトルを『Vジャンプ』に改題、内容を準ゲーム誌的なコンセプトで仕切り直すことで成功し、1993年より月刊誌として定期刊行物となる。このため、雑誌コード上は『ブイジャンプ』と『Vジャンプ』は別の媒体である。本誌の「V（ブイ）」は「勝利のV」からつけられたが、改めて創刊された際に鳥嶋和彦によって「ヴァーチャル」の意味が付け加えられた。
ゲーム中心のコンセプトとなってからも漫画が連載されており、『週刊少年ジャンプ』からの独立以前より桂正和の『SHADOW LADY』が連載。創刊から数年間は鳥山明の漫画『Dr.スランプ』の後日談『ちょっとだけかえってきた Dr.SLUMP』がオールカラー作品として連載されていた。この辺りは創刊編集長である鳥嶋和彦の人脈をフルに活用したものである。
創刊当時はテレビ・ラジオのメディアを積極的に利用し、創刊号はオリジナルCMを作って放送するほど。定期的にイベントを開き、ゲームの新作発表やオリジナルアニメの上映、その後応募者全員サービスとしてイベントの内容を収録したビデオを制作していた。また、アニメ化を前提としたタイアップ作品も多く、『空想科学世界ガリバーボーイ』や『覇王大系リューナイト』などがある。
当時の目玉企画として、鳥山明によるキャラクターデザイン、堀井雄二・坂口博信・広井王子の3名が制作したものの全く売れず、ゲーム会社が倒産してしまったため情報が無いという設定の『ドラゴンファンタジー』という架空のファミコンゲームがあった。本企画はラジオ『Vジャンプ海賊ステーション』の初回放送で堀井・坂口・広井の3名が出演してその経緯について話したり、番組のイベントで映像を上映するなどかなり手の込んだものだった。後に『風雲ドラゴンファンタジー』として『ドラゴンクエスト』・『ファイナルファンタジー』・『天外魔境 風雲カブキ伝』のゲームキャラクターが登場するオリジナルゲームをゲームボーイで作ろうとしたが、担当者が失踪という理由で企画そのものが消滅している。
現在ではほぼ毎号に『遊☆戯☆王』、『BLEACH』、『ジョジョの奇妙な冒険』、『ドラゴンボール』、『NARUTO -ナルト-』など集英社関連作品、もしくは『ドラゴンクエスト』など集英社専属漫画家が参加しているトレーディングカードゲームのカードが付録として同梱されるか、限定パックなどの応募者全員プレゼントの企画が掲載されている。特に『遊☆戯☆王オフィシャルカードゲーム』のカードが付録もしくは応募者全員サービスとして同梱されている号は売れ行きが顕著に伸びる。また、定期購読者への特典も同タイトルのカードである。
また、『遊☆戯☆王』が『Vジャンプ』で連載されるようになってからは同作品に力を入れており、3か月に1回のペースで表紙を飾っている。かつては、上述の『ちょっとだけかえってきたDr.スランプ』や『ドラゴンクエスト』、『ドラゴンボール』のゲーム化による鳥山明のキャラクターが表紙を飾ることが多かった。
『遊☆戯☆王』の特集を担当する編集者、通称カリスマデュエリストは、『遊☆戯☆王 タッグフォースシリーズ』にゲスト出演している。
2020年11月、お笑いタレントのケンドーコバヤシが、これまで漫画作品を広報してきた実績を買われて正式な編集部員に就任。

## 連載作品

### 連載漫画
|  | 2024年2月21日（2024年4月号）現在連載中 |

#### 通常連載漫画
| No     | 作品名                                                              | 作者（作画）         | 原作者など                                                                                | 開始号     | 終了号     | 備考                            |
| ------ | ------------------------------------------------------------------- | -------------------- | ----------------------------------------------------------------------------------------- | ---------- | ---------- | ------------------------------- |
| 000.02 | Ｚ                                                                  | Ｚ                   | 1990年                                                                                    | 1990 /     | 1990 /     | Ｚ                              |
| 001    | 貯金戦士キャッシュマン                                              | 鳥山明               | －                                                                                        | 1990.12.12 | 1991.11.27 |                                 |
| 002    | まじかる☆たるるくん                                                 | 江川達也             | －                                                                                        | 1990.12.12 |            |                                 |
| 003    | DQI秘伝 竜王バリバリ隊                                              | 稲田浩司（漫画）     | 堀井雄二（監修） 三条陸（原作）                                                           | 1990.12.12 | 1991.06.26 |                                 |
| 004    | ホビー戦士燃えろ武伊!                                               | 次原隆二（漫画）     | 藍田豊（原作）                                                                            | 1990.12.12 |            |                                 |
| 005    | 超竜球聖伝ドラゴンリーグ                                            | 谷上俊夫（漫画）     | 岬満（原作）                                                                              | 1990.12.12 |            |                                 |
| 006    | 聖闘士星矢                                                          | 車田正美             | －                                                                                        | 1990.12.12 | 1990.12.12 | 読み切り                        |
| 007    | ときめき真子先生                                                    | ちば拓               | －                                                                                        | 1990.12.12 |            |                                 |
| 008    | あの世メカE-10                                                      | 真木野ばお           | －                                                                                        | 1990.12.12 | 1990.12.12 | 読み切り                        |
| 009    | 闘竜王ザウラー                                                      | 黒田ひろし           | －                                                                                        | 1990.12.12 |            |                                 |
| 010    | わん! わん! クンクン                                                | 高橋ゆたか           | －                                                                                        | 1990.12.12 |            |                                 |
| 011    | 装甲刑事メガコップ                                                  | 鈴木智也（漫画）     | 久保卓哉（原作）                                                                          | 1990.12.12 |            |                                 |
| 012    | とっても!ラッキーマン                                               | ガモウひろし         | －                                                                                        | 1990.12.12 |            |                                 |
| 013    | SUPER FORMULAマッハ                                                 | 渡辺諒（漫画）       | 浮谷壮吉（原作）                                                                          | 1990.12.12 |            |                                 |
| 000.02 | Ｚ                                                                  | Ｚ                   | 1991年                                                                                    | 1991 /     | 1991 /     | Ｚ                              |
| 014    | とんちんかん2                                                       | えんどコイチ         | －                                                                                        | 1991.06.26 |            |                                 |
| 015    | セイントパラダイス                                                  | 山田隆弥（漫画）     | 車田正美（監修）                                                                          | 1991.06.26 |            |                                 |
| 016    | あっぱれ!!明華ノ介                                                  | 神田正宏（漫画）     | 関谷良一（原作）                                                                          | 1991.06.26 |            |                                 |
| 017    | ハッピーにおまかせ!                                                 | 新沢基栄             | －                                                                                        | 1991.06.26 | 1991.11.27 |                                 |
| 018    | DRAGON QUEST -ダイの大冒険- 番外編 勇者・アバン                     | 稲田浩司（漫画）     | 三条陸（原作） 堀井雄二（監修）                                                           | 1991.11.27 | 1991.11.27 | 読み切り                        |
| 019    | 奇跡全開!Zパワーの男たち!                                           | のむら剛（漫画）     | 武藤恵（原案）                                                                            | 1991.11.27 | 1991.11.27 | 読み切り                        |
| 000.02 | Ｚ                                                                  | Ｚ                   | 1992年                                                                                    | 1992 /     | 1992 /     | Ｚ                              |
| 020    | SHADOW LADY                                                         | 桂正和               | －                                                                                        | 1992.11.22 | 1993.07    | 『少年ジャンプ』 よりの独立以前 |
| 021    | DUB&PETER1                                                          | 鳥山明               | －                                                                                        | 1992.11.22 | 1993.04.04 | 定期月刊化以前                  |
| 022    | 天外魔境 風雲カブキ伝 -ぶっとび少年編-                              | 辻野寅次郎（絵師）   | 広井王子（原作）                                                                          | 1992.11.22 | 1995.11    |                                 |
| 000.02 | Ｚ                                                                  | Ｚ                   | 1993年                                                                                    | 1993 /     | 1993 /     | Ｚ                              |
| 023    | ちょっとだけかえってきた Dr.SLUMP                                   | 中鶴勝祥（漫画）     | 鳥山明（原作・監修） 小山高生（脚本）                                                     | 1993.02.21 | 1996.09    | 原作の続編                      |
| 024    | GO!GO!ACKMAN                                                        | 鳥山明               | －                                                                                        | 1993.07    | 1994.10    |                                 |
| 025    | スライム冒険記                                                      | かねこ統             | －                                                                                        | 1993.07    | 2000.02    |                                 |
| 026    | ドラゴンリーグ                                                      | 鷹城冴貴             | －                                                                                        | 1993.07    | 1993.12    |                                 |
| 027    | 覇王大系リューナイト                                                | 伊東岳彦（漫画）     | 矢立肇／幡池裕行（企画・原案）                                                            | 1993.09    | 1995.11    |                                 |
| 000.02 | Ｚ                                                                  | Ｚ                   | 1994年                                                                                    | 1994 /     | 1994 /     | Ｚ                              |
| 028    | チョコチョコボンボン                                                | 菊池晃弘             | －                                                                                        | 1994.02    |            |                                 |
| 029    | 爆炎CAMPUSガードレス                                                | せたのりやす（漫画） | 赤堀悟／萩原一至（企画・原案）                                                            | 1994.05    | 1995.02    |                                 |
| 030    | 犬マユゲでいこう                                                    | 石塚2祐子            | －                                                                                        | 1994.08    | 連載中     |                                 |
| 000.02 | Ｚ                                                                  | Ｚ                   | 1996年                                                                                    | 1996 /     | 1996 /     | Ｚ                              |
| 031    | 時空冒険ヌウマモンジャー                                            | 菊池晃弘（漫画）     | 井沢ひろし（原作）                                                                        | 1996.05    |            |                                 |
| 000.02 | Ｚ                                                                  | Ｚ                   | 1997年                                                                                    | 1997 /     | 1997 /     | Ｚ                              |
| 032    | ドクタースランプ                                                    | 山室直儀（漫画）     | 鳥山明（原作） 成田良美（脚本）                                                           | 1997.12    | 2000.07    |                                 |
| 000.02 | Ｚ                                                                  | Ｚ                   | 1999年                                                                                    | 1999 /     | 1999 /     | Ｚ                              |
| 033    | デジモンアドベンチャー Vテイマー01                                  | やぶのてんや（漫画） | 井沢ひろし（原作） 本郷あきよし（監修）                                                   | 1999.01    | 2003.10    |                                 |
| 000.02 | Ｚ                                                                  | Ｚ                   | 2000年                                                                                    | 2000 /     | 2000 /     | Ｚ                              |
| 034    | モンタクきんぐだむ                                                  | 柴山薫               | －                                                                                        | 2000.      | 2001.      |                                 |
| 035    | スライム大作戦                                                      | かねこ統             | －                                                                                        | 2000.05    | 2003.11    |                                 |
| 036    | テイルズ オブ ザ ワールド なりきりダンジョン                        | 美鈴秋（漫画）       | ナムコ（原作・監修） 青井浩輝（マンガ作）                                                 | 2000.08    | 2000.11    |                                 |
| 037    | メカピッキ ポチ丸                                                   | 菊池晃弘             | －                                                                                        | 2000.      | 2000.      |                                 |
| 000.02 | Ｚ                                                                  | Ｚ                   | 2001年                                                                                    | 2001 /     | 2001 /     | Ｚ                              |
| 038    | キン肉マンII世〜オール超人大進撃〜                                  | ゆでたまご           | －                                                                                        | 2001.07    | 2007.05    |                                 |
| 000.02 | Ｚ                                                                  | Ｚ                   | 2002年                                                                                    | 2002 /     | 2002 /     | Ｚ                              |
| 039    | とびダス                                                            | 菊池晃弘             | －                                                                                        | 2002.      | 2002.      |                                 |
| 000.02 | Ｚ                                                                  | Ｚ                   | 2003年                                                                                    | 2003 /     | 2003 /     | Ｚ                              |
| 040    | ヘッスルボーイ                                                      | 菊池晃弘             | －                                                                                        | 2003.      | 2003.      |                                 |
| 041    | 陰陽大戦記                                                          | 海童博行（漫画）     | Wiz（原作・監修） 富沢義彦（漫画作）                                                      | 2003.11    | 2006.02    |                                 |
| 042    | ガチャフォース                                                      | 加藤春日（漫画）     | カプコン（監修・協力）                                                                    | 2003.12    | 2004.02    |                                 |
| 043    | 球闘士バトローラーエックス                                          | やぶのてんや（漫画） | バンダイ／ガンバリオン （企画・協力）                                                     | 2003.12    | 2005.12    |                                 |
| 044    | スライムもりもり                                                    | かねこ統             | －                                                                                        | 2003.12    | 2015.11    | 『最強ジャンプ』 と並行連載     |
| 000.02 | Ｚ                                                                  | Ｚ                   | 2004年                                                                                    | 2004 /     | 2004 /     | Ｚ                              |
| 045    | ガメスタ！                                                          | 菊池晃弘             | －                                                                                        | 2004.      | 2004.      |                                 |
| 046    | 遊☆戯☆王R                                                           | 伊藤彰（漫画）       | 高橋和希（原案・監修） ウェッジホールディングス （協力）                                  | 2004.06    | 2008.02    |                                 |
| 000.02 | Ｚ                                                                  | Ｚ                   | 2005年                                                                                    | 2005 /     | 2005 /     | Ｚ                              |
| 047    | VIEWTIFUL JOE                                                       | 菊池晃弘             | －                                                                                        | 2005.01    | 2005.      |                                 |
| 048    | カラブリ!                                                           | 久保帯人             | －                                                                                        | 2005.01    | 2007.09    |                                 |
| 000.02 | Ｚ                                                                  | Ｚ                   | 2006年                                                                                    | 2006 /     | 2006 /     | Ｚ                              |
| 049    | デジモンネクスト                                                    | 岡野剛（漫画）       | 浜崎達也（原作） 本郷あきよし（協力）                                                     | 2006.02    | 2008.02    |                                 |
| 050    | 遊☆戯☆王GX                                                          | 影山なおゆき（漫画） | 高橋和希（原案・監修）                                                                    | 2006.02    | 2011.05    |                                 |
| 051    | スマッシュボマー                                                    | 加藤大悟（漫画）     | 武井宏之（監修） タカラトミー（協力）                                                     | 2006.08    | 2006.10    |                                 |
| 052    | 共生魔神ぐりりんパンチャー                                          | 藤崎竜               | －                                                                                        | 2006.11    | 2006.11    | 読み切り                        |
| 000.02 | Ｚ                                                                  | Ｚ                   | 2008年                                                                                    | 2008 /     | 2008 /     | Ｚ                              |
| 053    | フュージョン戦記ガンダムバトレイヴ                                  | 一式まさと（漫画）   | 矢立肇・富野由悠季（原作） サンライズ（企画） バンダイ カード事業部（協力）               | 2008.03    | 2009.05    |                                 |
| 054    | BLUE DRAGON 天界の七竜〜空中都市の闘い〜                            | 大竹紀子（漫画）     | 大和屋暁（原作）                                                                          | 2008.07    | 2009.06    |                                 |
| 000.02 | Ｚ                                                                  | Ｚ                   | 2009年                                                                                    | 2009 /     | 2009 /     | Ｚ                              |
| 055    | 今Jack!物語                                                         | 菊池晃弘             | －                                                                                        | 2009.      | 2009.      |                                 |
| 056    | 戦国BASARA BATTLE HEROES                                            | 東本一樹（漫画）     | カプコン（監修・協力）                                                                    | 2009.05    | 2009.07    |                                 |
| 057    | ドラゴンボール オッス! 帰ってきた孫悟空と仲間たち!!                 | オオイシナホ（漫画） | 鳥山明（原作・監修） 小山高生（アニメストーリー）                                         | 2009.05    | 2009.06    |                                 |
| 058    | エレメントハンター                                                  | 中島諭宇樹           | －                                                                                        | 2009.08    | 2010.07    |                                 |
| 059    | 怪物づかいツナ!                                                     | 天野明               | －                                                                                        | 2009.10    | 2010.05    |                                 |
| 060    | 遊☆戯☆王5D's                                                        | 佐藤雅史（漫画）     | 彦久保雅博 （ストーリー） スタジオ・ダイス（協力）                                        | 2009.10    | 2015.03    |                                 |
| 061    | サモンナイトX 〜Tears Crown〜                                       | 岡野剛（漫画）       | フライト・プラン バンダイナムコゲームス（協力）                                           | 2009.11    | 2019.11    | 読み切り                        |
| 062    | クロストレジャーズ                                                  | 鈴木信也（漫画）     | スクウェア・エニックス （監修・協力）                                                     | 2009.12    | 2010.05    |                                 |
| 000.02 | Ｚ                                                                  | Ｚ                   | 2010年                                                                                    | 2010 /     | 2010 /     | Ｚ                              |
| 063    | ギャグマンガ日和                                                    | 増田こうすけ         | －                                                                                        | 2010.02    | 2010.02    | 読み切り                        |
| 064    | まるだしっぷれぜんとっ                                              | 大石浩二             | －                                                                                        | 2010.03    | 2012.08    |                                 |
| 065    | ドラゴンクエスト モンスターバトルロードビクトリー                   | オオイシナホ（漫画） | かねこ統（腳本） 堀井雄二（監修） スクウェア・エニックス（協力）                          | 2010.06    | 2010.11    |                                 |
| 066    | モンハン漫画 ぽかぽかアイルー村                                     | 菊池晃弘（漫画）     | カプコン（監修・協力）                                                                    | 2010.07    | 2013.04    | →『最強ジャンプ』               |
| 067    | デジモンクロスウォーズ                                              | 中島諭宇樹（漫画）   | 本郷あきよし（原案）                                                                      | 2010.08    | 2012.05    |                                 |
| 068    | 黄金の太陽 漆黒なる夜明け                                           | 東本一樹（漫画）     | 任天堂・キャメロット （監修・協力）                                                       | 2010.12    | 2010.12    | 読み切り                        |
| 000.02 | Ｚ                                                                  | Ｚ                   | 2011年                                                                                    | 2011 /     | 2011 /     | Ｚ                              |
| 069    | 遊☆戯☆王ZEXAL                                                       | 三好直人（漫画）     | 高橋和希／スタジオ・ダイス （原案・監修） 吉田伸（ストーリー）                            | 2011.02    | 2015.08    |                                 |
| 070    | バトルスピリッツ ブレイヴ X                                         | 木下聡志（漫画）     | 矢立肇（原作）                                                                            | 2011.03    | 2011.09    |                                 |
| 071    | バトルブレイク                                                      | 東本一樹（漫画）     | バンダイ（監修・協力）                                                                    | 2011.06    | 2012.09    |                                 |
| 072    | ドラゴンボール エピソード オブ バーダック                           | オオイシナホ（漫画） | 鳥山明（原作・監修）                                                                      | 2011.08    | 2011.10    | 短期集中連載                    |
| 073    | ストライクZONE!                                                     | 影山なおゆき（漫画） | NPB・プロ野球12球團（協力）                                                               | 2011.09    | 2015.08    |                                 |
| 074    | バトルスピリッツ 覇王                                               | 一式まさと（漫画）   | 矢立肇（原作）                                                                            | 2011.11    | 2012.01    | →『最強ジャンプ』               |
| 000.02 | Ｚ                                                                  | Ｚ                   | 2012年                                                                                    | 2012 /     | 2012 /     | Ｚ                              |
| 075    | 新・光神話 パルテナの鏡                                             | 木下聡志（漫画）     | 任天堂・プロジェクトソラ （監修）                                                         | 2012.04    | 2012.05    |                                 |
| 076    | デジモンワールド リ:デジタイズ                                      | 藤野耕平（漫画）     | 本郷あきよし（原案） バンダイナムコゲームス（原作）                                       | 2012.08    | 2012.09    |                                 |
| 077    | ドラゴンボールヒーローズ Victory Mission                            | とよたろう           | －                                                                                        | 2012.11    | 2015.01    | →『Vジャンプ+』                 |
| 078    | Z/X                                                                 | 土屋彼某（漫画）     | ブロッコリー（監修・協力）                                                                | 2012.11    | 2016.12    |                                 |
| 079    | ビクトリー・ウチダの社長への道!!                                    | 葛西雄治             | －                                                                                        | 2012.12    | 2019.07    |                                 |
| 080    | 超速変形ジャイロゼッター GO!GO!カイト!!                             | 藤野耕平             | －                                                                                        | 2012.12    | 2013.09    |                                 |
| 000.02 | Ｚ                                                                  | Ｚ                   | 2013年                                                                                    | 2013 /     | 2013 /     | Ｚ                              |
| 081    | ドラゴンクエスト 蒼天のソウラ                                       | 中島諭宇樹 （漫画）  | 堀井雄二（監修） スクウェア・エニックス（協力）                                           | 2013.02    | 2022.12    |                                 |
| 082    | デジモンワールド リ：デジタイズ エンコード                          | 藤野耕平（漫画）     | 本郷あきよし（原案） バンダイナムコ エンターテインメント（監修）                          | 2013.06    | 2014.02    | →Web連載                        |
| 083    | COLOSSUS ORDER                                                      | 東本一樹             | －                                                                                        | 2013.06    | 2014.07    |                                 |
| 084    | ガイストクラッシャー ファースト                                     | 田中靖規 （漫画）    | カプコン（監修・協力）                                                                    | 2013.06    | 2014.05    |                                 |
| 085    | 真・女神転生IV -Prayers-                                            | 三浦征隆 （漫画）    | 金子一馬(ATLUS)（シナリオ原案 シリーズ悪魔デザイン） 山井一千(ATLUS)（監修）              | 2013.07    | 2014.02    | →Web連載                        |
| 000.02 | Ｚ                                                                  | Ｚ                   | 2014年                                                                                    | 2014 /     | 2014 /     | Ｚ                              |
| 086    | ガイストクラッシャー学園                                            | 田中靖規（漫画）     | カプコン（監修・協力）                                                                    | 2014.06    | 2015.02    |                                 |
| 087    | 遊☆戯☆王ARC-V                                                       | 三好直人（漫画）     | 高橋和希／スタジオ・ダイス （原作）                                                       | 2014.07    | 2014.07    | 読み切り                        |
| 088    | 遊☆戯☆王GX                                                          | 影山なおゆき（漫画） | 高橋和希（原案・監修）                                                                    | 2014.08    | 2014.08    | 読み切り                        |
| 089    | マジンボーン                                                        | 杉田尚（漫画）       | バンダイ（原案） 東映アニメーション（原作）                                               | 2014.09    | 2014.10    |                                 |
| 000.02 | Ｚ                                                                  | Ｚ                   | 2015年                                                                                    | 2015 /     | 2015 /     | Ｚ                              |
| 090    | ドラゴンボールZ 復活の「F」                                         | とよたろう（漫画）   | 鳥山明（原作）                                                                            | 2015.04    | 2015.06    |                                 |
| 091    | デジモンストーリー サイバースルゥース                               | フクダイクミ（漫画） | 本郷あきよし（原案） バンダイナムコゲームス（監修）                                       | 2015.04    | 2015.04    | 読み切り                        |
| 092    | 遊☆戯☆王5D's 特別編・前編                                           | 佐藤雅史（漫画）     | 彦久保雅博 （ストーリー） スタジオ・ダイス（協力）                                        | 2015.07    | 2015.07    |                                 |
| 093    | ドラゴンボール超                                                    | とよたろう（漫画）   | 鳥山明（原作）                                                                            | 2015.08    | 連載中     |                                 |
| 094    | 遊☆戯☆王ARC-V                                                       | 三好直人（漫画）     | 高橋和希／スタジオ・ダイス （原案・監修） 吉田伸（ストーリー） 彦久保雅博（デュエル構成） | 2015.10    | 2019.06    |                                 |
| 000.02 | Ｚ                                                                  | Ｚ                   | 2016年                                                                                    | 2016 /     | 2016 /     | Ｚ                              |
| 095    | スライムドーン!!                                                    | かねこ統             | －                                                                                        | 2016.02    | 2021.10    |                                 |
| 096    | 逆転裁判 〜その「真実」、異議あり!〜                                | 影山なおゆき（漫画） | カプコン（原作） 読売テレビ・A-1 Pictures （協力・監修）                                  | 2016.05    | 2019.03    |                                 |
| 097    | ドラゴンボールフュージョンズ the MANGA!! 特別編!!                   | 音木ひろし（漫画）   | バンダイナムコエンター テインメント（原作・監修）                                         | 2016.10    | 2016.10    | 読み切り                        |
| 098    | サトマサのとことん遊☆戯☆王！                                        | 佐藤雅史             | －                                                                                        | 2016.10    | 2016.10    | 読み切り                        |
| 099    | デジモンユニバース アプリモンスターズ                               | 赤嶺直樹 （漫画）    | 本郷あきよし（原案）                                                                      | 2016.11    | 2017.10    |                                 |
| 000.02 | Ｚ                                                                  | Ｚ                   | 2017年                                                                                    | 2017 /     | 2017 /     | Ｚ                              |
| 100    | Z/X Code reunion                                                    | 藤真拓哉（漫画）     | 浦畑達彦（ストーリー） ブロッコリー （監修・協力）                                        | 2017.11    | 2020.09    |                                 |
| 000.02 | Ｚ                                                                  | Ｚ                   | 2018年                                                                                    | 2018 /     | 2018 /     | Ｚ                              |
| 101    | デジモンストーリー サイバースルゥース ハッカーズメモリー            | 赤嶺直樹（漫画）     | 本郷あきよし（原案） バンダイナムコエンター テインメント（原作・監修）                    | 2018.01    | 2018.01    | 読み切り                        |
| 102    | 逆転裁判〜その「真実」、異議あり！〜 逆転特急、北へ                 | 影山なおゆき（漫画） | カプコン（原作） 読売テレビ・CloverWorks （協力・監修）                                   | 2018.11    | 2019.03    |                                 |
| 000.02 | Ｚ                                                                  | Ｚ                   | 2019年                                                                                    | 2019 /     | 2019 /     | Ｚ                              |
| 103    | 遊☆戯☆王OCGストラクチャーズ                                         | 佐藤雅史（漫画）     | ウェッジホールディングス （デュエル構成）                                                 | 2019.08    | 連載中     |                                 |
| 104    | ビクトリー・アサダの超一流への道!!!                                 | カサイユージ（漫画） | ビクトリー・アサダ（編集）                                                                | 2019.08    | 2024.03    |                                 |
| 105    | BORUTO-ボルト- -NARUTO NEXT GENERATIONS-                            | 池本幹雄（漫画）     | 岸本斉史（原作・監修） 小太刀右京（脚本）                                                 | 2019.09    | 2023.06    | ←『少年ジャンプ』               |
| 106    | ドラゴンクエストXI S 盗賊たちの挽歌                                 | 真島ヒロ（漫画）     | 堀井雄二（監修） スクウェア・エニックス（協力）                                           | 2019.10    | 2019.10    | 読み切り                        |
| 000.02 | Ｚ                                                                  | Ｚ                   | 2020年                                                                                    | 2020 /     | 2020 /     | Ｚ                              |
| 107    | デジモンアドベンチャー Vテイマー01 ～新たなる勇気～                 | やぶのてんや（漫画） | 井沢ひろし（原作） 本郷あきよし（監修）                                                   | 2020.07    | 2020.07    | 読み切り                        |
| 108    | 遊☆戯☆王SEVENS ルーク!爆裂覇道伝!!                                  | 杉江翼（漫画）       | 彦久保雅博（ストーリー）                                                                  | 2020.11    | 2022.05    |                                 |
| 109    | ドラゴンクエスト ダイの大冒険 勇者アバンと獄炎の魔王                | 芝田優作（漫画）     | 三条陸（原作） 堀井雄二（監修）                                                           | 2020.12    | 連載中     |                                 |
| 000.02 | Ｚ                                                                  | Ｚ                   | 2022年                                                                                    | 2022 /     | 2022 /     | Ｚ                              |
| 110    | 遊☆戯☆王OCG STORIES                                                 | 三好直人（漫画）     | 吉田伸（ストーリー） コナミデジタル エンタテインメント（企画協力）                        | 2022.06    | 2023.12    | 閃刀姫編                        |
| 000.02 | Ｚ                                                                  | Ｚ                   | 2023年                                                                                    | 2023 /     | 2023 /     | Ｚ                              |
| 111    | ドラゴンクエスト トレジャーズ アナザーアドベンチャー ファラドの宝島 | 天野洋一（漫画）     | はらまさき（原作） 堀井雄二（監修） スクウェア・エニックス（協力）                        | 2023.01    | 2024.05    |                                 |
| 112    | 遊☆戯☆王OCG STORIES マギストス編                                    | 三好直人（漫画）     | 吉田伸（ストーリー） コナミデジタル エンタテインメント（企画協力）                        | 2023.03    | 連載中     | マギストス編                    |
| 113    | BORUTO-ボルト- -TWO BLUE VORTEX-                                    | 池本幹雄（漫画）     | 岸本斉史（原作・監修）                                                                    | 2023.10    | 連載中     | 第二部                          |
| 000.02 | Ｚ                                                                  | Ｚ                   | 2024年                                                                                    | 2024 /     | 2024 /     | Ｚ                              |
| 114    | N・E・Oシンドーの“プロ”ローーーーグ!!                               | カサイユージ（漫画） | N・E・Oシンドー（編集）                                                                   | 2024.04    | 連載中     |                                 |
| 000.02 | Ｚ                                                                  | Ｚ                   | 2025年                                                                                    | 2025 /     | 2025 /     | Ｚ                              |
| 115    | メタファー：リファンタジオ                                          | 天野洋一（漫画）     | アトラス（原作）                                                                          | 2025.03    | 連載中     |                                 |

#### Web連載漫画
| No  | 作品名稱                                   | 作者（作畫）         | 原作                                                                           | 開始号  | 終了号  | 備考                  |
| --- | ------------------------------------------ | -------------------- | ------------------------------------------------------------------------------ | ------- | ------- | --------------------- |
| 001 | 真・女神転生IV DEMONIC GENE                | フクダイクミ（漫画） | 金子一馬(ATLUS) （シナリオ原案・シリーズ悪魔デザイン） 山井一千(ATLUS)（監修） | 2013.08 | 2014.10 |                       |
| 002 | 真・女神転生IV -Prayers-                   | 三浦征隆（漫画）     | 金子一馬(ATLUS) （シナリオ原案・シリーズ悪魔デザイン） 山井一千(ATLUS)（監修） | 2014.03 | 2014.10 | ←本誌                 |
| 003 | デジモンワールド リ：デジタイズ エンコード | 藤野耕平 （漫画）    | 本郷あきよし（原案） バンダイナムコゲームス（監修）                            | 2014.03 | 2014.08 | ←本誌 →『Vジャンプ+』 |

#### App連載漫画
| No  | 作品名稱                                   | 作者（作畫）     | 原作                                                | 開始号  | 終了号  | 備考                                 |
| --- | ------------------------------------------ | ---------------- | --------------------------------------------------- | ------- | ------- | ------------------------------------ |
| 001 | ドラゴンボールヒーローズ Victory Mission   | とよたろう       | －                                                  | 2015.02 | 2015.02 | ←本誌 『Vジャンプ+』 2015.02連載中止 |
| 002 | デジモンワールド リ：デジタイズ エンコード | 藤野耕平（漫画） | 本郷あきよし（原案） バンダイナムコゲームス（監修） | 2015.06 | 2016.01 | ←Web連載 休載中                      |

### 連載小説
| No  | 作品名                 | 作者     | 原作者 | イラスト | 開始号 | 終了号  | 備考 |
| --- | ---------------------- | -------- | ------ | -------- | ------ | ------- | ---- |
| 001 | フジヤマ・ステーション | 広井王子 | －     | 海童博行 |        |         |      |
| 002 | フジヤマ・コネクション | 広井王子 | －     | 海童博行 |        | 2008.09 |      |

## 読者コーナー
- ドラゴンクエスト関連
  - DQ MASTERS（ドラクエマスターズ）創刊号 - 1994年1月号
  - DQ KIDS!!（ドラクエキッズ）1994年3月号 - 2000年8月号
  - DQ RUSH!!（ドラクエラッシュ）2000年9月号 - 2003年11月号
  - DQ JACK!!（ドラクエジャック）2003年12月号 -
- ファイナルファンタジー関連
  - チョコボのFF研究室　創刊号 - 1994年?月号
  - FF闘技場（エフエフコロシアム）1994年8月号 - 2004年5月号
  - FF:（エフエフコロン）2004年6月号 - 2005年7月号
  - F.F.F（ファイナルファンタジーファンクラブ）2005年8月号 -
- オリジナル読者コーナー
  - カイケツ長屋 ハガキ屋善兵衛
  - ハガキ屋善兵衛グロ〜バル
  - バッカチュ〜ン
  - X（ブイブイ）メ〜ン
  - V写ン!!（ブイシャン!!）
  - おたよりっ！V写ンZ!!（ブイシャンゼット!!）

## その他のコーナー
- DB部（ドラゴンボール部）
- 遊☆戯☆王☆国
  - 遊☆戯☆王V
- 月刊超人プロレス
- 我輩はゲームである。
  - えのきどいちろうによるコラム。
- 静かにゲームをやりたいの
- 4コマ漫画
  - 石塚2祐子による4コマ漫画。『週刊少年ジャンプ』内の『Vジャンプ』の告知ページに不定期で掲載。『Vジャンプ』に関連するネタを取り扱った4コマ漫画だが、特に2015年以降『ドラゴンボール超』のネタが多くなっている。
- オニュー特選隊
  - マンガ/タマノリシコによる、世にあふれる新しいもの「NEW製品」を紹介する漫画。『Vジャンプ』にて2008年6月から2009年6月号まで連載された。ドラゴンボールのパロディネタが多く、出てくるキャラクターもギニュー特戦隊のパロディキャラクターとなっている。
- オニュー特選隊改（KAI）
  - マンガ/タマノリシコによる『オニュー特選隊』から改題した作品。『Vジャンプ』にて2009年7月から2013年6月号まで連載された。同誌2009年10月号には「NEWS」を紹介する『オニュース特選隊』も併せて掲載された。

## 単行本

### Vジャンプブックス
本誌で特集されたゲームの攻略記事がまとめられ、出版される。発売は他のゲーム攻略本より早いが、その分ネタバレなどもしないよう考慮されており、そのほとんどがゲーム中盤までの攻略記事で、発売からしばらく経ってから後半や隠し要素などのゲーム全体に渡る完全な攻略本が出版される。

### Vジャンプコミックス（旧：Vジャンプブックス コミックシリーズ）
設置当初は「Vジャンプブックス コミックシリーズ」という名称で、『ちょっとだけかえってきた Dr.SLUMP』より使用され始めた。ジャンプ コミックスの一種ともいえるが、Vジャンプコミックスの特徴は形状が新書判より一回り大きくソフトカバーである。発売日は21日。内容は主に『Vジャンプ』の連載作品の収録作品であるため、アニメコミックや『犬マユゲでいこう』のようにエッセイ漫画なども取り扱っている。

## 発行部数
|                    | 1〜3月     | 4〜6月     | 7〜9月     | 10〜12月   |
| ------------------ | ---------- | ---------- | ---------- | ---------- |
| 2008年（平成20年） |            | 386,667 部 | 346,667 部 | 373,334 部 |
| 2009年（平成21年） | 353,334 部 | 430,000 部 | 360,000 部 | 410,000 部 |
| 2010年（平成22年） | 380,000 部 | 426,667 部 | 350,000 部 | 366,667 部 |
| 2011年（平成23年） | 330,000 部 | 290,000 部 | 296,667 部 | 323,334 部 |
| 2012年（平成24年） | 286,667 部 | 293,334 部 | 306,667 部 | 293,334 部 |
| 2013年（平成25年） | 280,000 部 | 346,667 部 | 250,000 部 | 243,334 部 |
| 2014年（平成26年） | 243,334 部 | 270,000 部 | 253,334 部 | 223,334 部 |
| 2015年（平成27年） | 213,334 部 | 250,000 部 | 246,667 部 | 260,000 部 |
| 2016年（平成28年） | 236,667 部 | 273,333 部 | 263,333 部 | 240,000 部 |
| 2017年（平成29年） | 200,000 部 | 206,667 部 | 203,333 部 | 180,000 部 |
| 2018年（平成30年） | 193,333 部 | 196,667 部 | 180,000 部 | 180,000 部 |

## メディア
- そのまんま東のバーチャル情報局 （1992年 - 1993年 テレビ東京系 毎週火曜18時00分）
  - 番組内コーナーとして「Vジャンプ放送局」があった。
- ダンジョンV （1993年 - 1994年 テレビ東京系 毎週日曜18時30分）
- Vジャンプ海賊ステーション （1993年 - 1994年 ニッポン放送 毎週日曜19時30分）
- Vジャンプテレビ （2003年 - 2004年 チャンネルBB）

## アニメ

### テレビアニメ
- ドラゴンリーグ（1993年 - 1994年 フジテレビ系 毎週金曜17時30分）
- 覇王大系リューナイト（1994年 - 1995年 テレビ東京系 毎週火曜18時）
- 空想科学世界ガリバーボーイ（1995年 フジテレビ系 毎週日曜9時）
- デジモンアドベンチャーなど、デジタルモンスター各シリーズ（1999年以降〈中断期間あり〉 フジテレビ系他 毎週日曜9時など）
- 陰陽大戦記（2004年 - 2005年 テレビ東京系 毎週木曜18時）
- エレメントハンター（2009年 - 2010年 NHK 毎週土曜18時）
- ビーストサーガ（2013年 テレビ東京系 毎週日曜8時44分、創刊20周年記念作品の一環として製作。『最強ジャンプ』と共同掲載）
- BORUTO-ボルト- NARUTO NEXT GENERATIONS（2017年 - 2023年 テレビ東京系 毎週日曜17時30分）

### オリジナルビデオアニメ・劇場アニメ
- 爆炎CAMPUSガードレス（1994年）
- Dr.スランプ アラレちゃん ほよよ!!助けたサメに連れられて…（1994年）

### イベント用アニメ
- GO!GO!ACKMAN（1994年）
- スライム冒険記（1995年 1998年 - 1999年）
- 時空冒険 ぬうまもんじゃ〜（『クロノ・トリガー』を原作にしたオリジナルアニメ。1996年）
- 貯金戦士キャッシュマン（1997年）

## ビデオ
- 創刊超プレミアムビデオ
- Vフェスビデオ（1994年 - 1999年）
- ドラゴンクエストVIオリジナルビデオ
- ファイナルファンタジーVIオリジナルビデオ
- バーチャファイターW.T.F